# Сера Алимини II (Лече)
Сера Алимини II (итал. Serra Alimini II) је насеље у Италији у округу Лече, региону Апулија.
Према процени из 2011. у насељу је живело 2 становника. Насеље се налази на надморској висини од 2 м.